# Broons
Broons település Franciaországban, Côtes-d’Armor megyében. Lakosainak száma 2931 fő (2022. január 1.). Broons Caulnes, Plumaugat, Sévignac, Trédias, Trémeur és Yvignac-la-Tour községekkel határos.

## Népesség
A település népességének változása:
| Lakosok száma | 2256 | 2389 | 2327 | 2665 | 2958 | 2900 | 2886 | 2902 | 2910 | 2931 |
|               | 1968 | 1982 | 1990 | 2006 | 2013 | 2015 | 2017 | 2019 | 2020 | 2022 |